# Charles Mayet
Pour les articles homonymes, voir Mayet.
Charles Mayet, aussi connu sous le nom de plume de Georges Laire, né le 12 septembre 1850 à Dormans et mort le 10 septembre 1920 à Hossegor, est un journaliste français. Rédacteur du journal Le Temps, il a été cité comme témoin au second procès du capitaine Alfred Dreyfus, à Rennes en 1899.

## Biographie
Fils d'Antoine Élisabeth Mayet, piqueur au chemin de fer de Strasbourg, et de Marie Caroline François, son épouse, Charles Mayet naît à Dormans en 1850. Il devient rédacteur au journal Le Temps en 1880.
En 1894, il publie Le Vin de France, une série d'études d'abord parue dans Le Temps, au moment de la crise qui s'est déclarée dans le commerce du vin après la récolte de 1893. Elle contient d'importants chapitres sur les vins de l'Hérault, le commerce du vin à Bercy, l'absinthe, les bistrots à vin parisiens, les tripotages et coupages, les vins d'Anjou et de la Loire, Rabelais et les vins du Véronais, les Charentes, vrais et faux cognacs, la Gironde, la littérature des buveurs de vin, la casse des bouteilles en 1746, etc. Cet ouvrage porte également la biographie romanesque de l'œnologue Professeur Babrius, pseudonyme du Docteur J. Arthaud.
En 1899, Charles Mayet est appelé à témoigner au second procès d'Alfred Dreyfus, à la requête de ce dernier. Lors de sa déposition, il rapporte que François Guénée, un agent de la Section de statistique, aurait affirmé qu'« il n'y avait pas au ministère de la Guerre une seule preuve de la culpabilité de Dreyfus »,.
Retiré à Hossegor, Charles Mayet meurt en 1920, « après une longue et douloureuse maladie ».

## Publications
- Le Magasin pittoresque - Volume 1 à 36, 1833 à 1868
- Causeries du samedi, extraites du « Progrès de la Marne », 1876
- La Machine industrielle et son rôle dans l'économie sociale, 1879
- La Crise industrielle : l'ameublement, 1883
- Le Dernier Caprice, 1886
- Le Vin de France, Paris, Jouvet, 1894 [lire en ligne]
- Le Palais des vins à l'Exposition universelle de Bordeaux, 1895
- Voyage autour de l'octroi de Paris, 1901